# 崖の上のポニョ (曲)
「崖の上のポニョ」（がけのうえのポニョ）は、藤岡藤巻の4枚目、並びに大橋のぞみのファーストシングル。2007年12月5日にヤマハミュージックコミュニケーションズから発売された。

## 概要
表題曲は、2008年7月19日に東宝配給で公開の映画『崖の上のポニョ』のエンディングテーマとして使用された。作曲・編曲を同映画の音楽を担当している久石譲、作詞を作画監督の近藤勝也、補作詞を監督の宮崎駿が手掛けている。
映画の絵コンテを宮崎から渡された時、久石の頭にすぐこの曲のメロディーが浮かんだが、当初はあまりにも単純な曲だと思ったので発表するのを2〜3ヶ月保留していた。しかし、結局この曲が頭から離れず、宮崎とプロデューサーの鈴木敏夫に聴いてもらったところ、その単純さが主題歌に相応しいという事で採用される事になった。
この曲の歌手の決定には偶然が大きく作用している。歌が完成してから、曲のイメージをつかむために試しに誰か子供に歌ってもらおうという事になり、児童劇団に所属する大橋のぞみが呼ばれた。ところが、彼女の歌声に魅了された宮崎の希望で、本番の歌も彼女に歌ってもらう事になった。さらに、父と娘が一緒に歌う感じを知るために、博報堂の社員としてスタジオジブリの映画の宣伝を担当していて、藤岡藤巻のユニット名で歌手活動もしている藤巻直哉に頼んで合わせてもらったところ、こちらもイメージ通りで、最終的に藤岡藤巻と大橋のユニットでCDを出す事に決定した。大橋が歌ったデモバージョンは、CDの5曲目に収録されている。
2007年12月3日に行われたCDの発表記者会見で、この曲「崖の上のポニョ」が映画の主題歌だということが公表され、あわせてオープニングテーマとするかエンディングテーマとするかは未定であることも発表された。監督の宮崎は、エンディングテーマになる可能性が高く、同じく、この時点では未完だった映画のストーリーを、この主題歌が映画の最後に流れても不自然でないハッピーエンドのラストにしたいと語っており、実際にその通りになった。
C/W曲の「フジモトのテーマ」は、ポニョの父親を歌ったもので、久石の曲に藤岡藤巻が詞を付けている。当初は「もうだれも神を信じない」という意味の歌詞があったが、宮崎の反対で現在の様になった。
通常、映画の主題歌は公開の時期に合わせてCDリリースするのだが、このCDが子供へのクリスマスプレゼントになるようにと、現在の発売日になっている。
藤岡藤巻はソニー系のエスエムイーレコーズと契約しているが、ジブリ作品の慣例通り本作はヤマハミュージックからの発売となっている。
また、この曲は、韓国のレコーディングスタジオで本人が韓国語に翻訳されてセルフカバーされている。

## チャート成績・売上
映画公開の半年前に発売という、異例のリリースだったが、鈴木プロデューサーは「ミリオンヒットを狙っている」と豪語していた。だが、2007年12月5日発売日以降、半年間のCD売り上げは約3000枚。オリコンシングルチャートでは鳴かず飛ばずで、100位以内に一度も入らなかった。これには鈴木も「深刻な問題だった。」と語っている。
しかし、映画公開の1ヶ月前ほどからCMや関連番組でこの曲が流れ、この曲の歌い手である藤岡藤巻と大橋のぞみが2008年7月 - 8月にかけて全国17道府県を回ってキャンペーンを展開したことも相まって、認知度が上がってきた。歌番組にも頻繁に出演し、2008年12月31日までに16本のテレビ番組に出演する。封切り週の2008年7月21日付オリコンシングルデイリーチャートでは1位となり、同年7月28日付週間チャートで6位を記録し、初のTOP10入りとなった。翌週の8月4日付から25日付まで4週連続3位、および同年8月・9月度月間チャートで2ヶ月連続5位を記録し、週間では同年7月28日付以降11週連続TOP10入りを果たした。ジブリ作品の主題歌シングルの順位としては、「テルーの唄」の5位を抜き最高記録。オリコンシングルチャートのTOP10ランクインは同作に続く2作連続、宮崎駿作品主題歌では「いつも何度でも」以来2作ぶりである。
2008年12月時点で、CDの出荷枚数は50万枚、パソコンと携帯電話を合わせたダウンロード件数は300万件を突破。
さらに、オリコン以外のランキングでも以下の最高位を獲得している。
- 1位 （レコード会社直営♪） - 08/7/22、7/29、8/5、8/12付週間着うたダウンロードランキング
- 2位 （COUNT DOWN TV） - 08/8/3、8/17、8/24付
- 2位 （JAPAN COUNTDOWN） - 08/8/3、8/10付週間シングルランキング
- 2位 （ミュージックステーション） - 08/7/25、8/15付週間シングルランキング
- 5位 （Billboard Japan HOT100） - 08/8/4、8/18付

## 収録曲
1. 崖の上のポニョ [2:44]
作詞：近藤勝也、補作詞：宮崎駿、作曲・編曲：久石譲
  - 2008年東宝配給映画『崖の上のポニョ』主題歌。後に三ツ矢サイダーのキャンペーンCMのCMソングとしても起用され、3人が出演。
  - PVが作られており、大橋はある家に住む娘、藤岡藤巻の2人は執事の様な役を演じている。また、車の運転手役としてプロデューサーの鈴木敏夫も少し出演している。演技中の声もそのまま入っていて、あらかじめ歌詞の字幕付き。また、冒頭で同じジブリ作品である『魔女の宅急便』の登場キャラクター、ジジの置物がこっそり置かれているほか、ポニョをあしらった旗とケチャップで「ポニョ」と書かれたオムライスが出ている。
  - 元北海道日本ハムファイターズのジェイソン・ボッツ内野手の、関東地区での試合での応援歌が、この曲の替え歌であったが1試合しか使用されなかった。
  - 阪神タイガースの髙橋遥人投手が打席に立つ際に、同郷の先輩である岩崎優によって登場曲に使われている[7]。
  - 読売ジャイアンツの香月一也選手が打席に立つ際に2022シーズン4月21日の試合のみこの曲が使われた。
  - 川崎フロンターレのレナチーニョ選手の応援歌もこの曲の替え歌である。主に彼の得点時に歌われる。
  - 後のインタビューで大橋は「映画を観に行き、エンディングになると恥ずかしくて耳を塞いだ」と語っている。
2. フジモトのテーマ [3:28]
作詞・歌：藤岡藤巻、作曲・編曲：久石譲
  - 大橋のぞみは参加していない。
  - 『崖の上のポニョ展』CMソング
3. 崖の上のポニョ（カラオケ）
4. フジモトのテーマ（カラオケ）
5. 崖の上のポニョ（のぞみちゃんデモ） [2:30]
  - 最初にデモ・レコーディングした時の大橋のぞみがソロで歌っているバージョン。

## 『崖の上のポニョ』のカバー
- 中西海羽（キングレコード版カバー。『キッズソング★ヒットパラダイス! まんまるスマイル・崖の上のポニョ』収録）
- 田村有実子、入江崇史（日本コロムビア版カバー。初出は『CDツイン こどものうた〜炎神戦隊ゴーオンジャー〜』収録）
- 速水けんたろう、神崎ゆう子（日本クラウン版カバー。同社の『こどものうた』シリーズに収録）
- ならゆりあ（ポニーキャニオン版カバー。『ジブリだいすき』収録）
- 井上あずみ（『ジブリ名曲セレクション Dear GHIBLI』収録）
- クレモンティーヌ（『アニメンティーヌ 〜ボッサ・ドゥ・アニメ〜』収録）
- 朝倉さや（『大人になるってわるくない〜わだすのジブリ〜』収録）
- ザ・グローリー・ゴスペル・シンガーズ（『天使にアニメソングを…』収録）
- にゃんたぷう（『たのしいテレビこどものうた〜崖の上のポニョ〜』収録）
- 日渡奈那（『ジブリ・ザ・ベスト』収録）
- カール・オルジェ・ピアノ・アンサンブル（『ピアノでジブリ Studio Ghibli Works Piano Collection』収録）
- Gavin feat. Aya with じゃがいも公爵（『姫トラ・あにめみっくす!』収録）
- NAHOKO（ピアノ演奏。『ジブリアニメ ピアノコレクション〜崖の上のポニョ〜』収録）
- 加藤敏樹（ハープ演奏。『リラクシング・ハープ〜宮崎駿コレクション』収録）
- プリンセス・チェレスタ（チェレスタ演奏。『天使のハーモニー〜チェレスタの響き』収録）
- ピアニカ前田（ピアニカ演奏。『ピアニカで聴くスタジオジブリ作品集』収録）
- AUN J-クラシックオーケストラ（『和楽器でジブリ!!』収録）
- 八王子ぞうれっしゃ合唱団（『チャンスは何度もやってくる/だいだいだいぼうけんのうた』収録）
- おもたにせいじ スラック・キー・ギター・アンサンブル（『スタジオジブリ作品集〜スラック・キー・ ギターで聴くスタジオジブリの世界』収録）
- 山平憲嗣、細川圭一（『二胡・中国伝統楽器で聴くスタジオジブリ作品集ベスト・セレクション』収録）
- ウクレレ・オーケストラ・オブ・ジャパン（『ウクレレジブリの森』収録）
- キヨシ小林（『ウクレレジブリの森』収録）
- Children with Naoko（『Child's Fantastic Moment 2』収録）
- ミュンヘンソーセージオールスターズ（『ジャパンク・ロック Vol.2』収録）
- ノンちゃん雲に乗る
- Imaginary Flying Machines（『Princess Ghibli』収録、リミックス版:『Princess Ghibli II』収録）
- たかはし智秋・今井麻美（『THE IDOLM@STER RADIO 歌道場』収録）
- 久石譲（『Another Piano Stories〜The End of the World〜』収録）
- 吉井和哉（YOSHII BUDOKAN2008にて菊地秀昭と共に歌唱された。ただしこの時の公演を収録されたVOLTの初回限定版および1228には未収録）

## 参考資料
- 鈴木敏夫(パーソナリティー)『鈴木敏夫のジブリ汗まみれ』（ラジオ番組）エフエム東京、東京都千代田区、2007年12月9日、該当時間: 30分。 12月3日に行われたCDの発表記者会見の実況中継。
- 鈴木敏夫(パーソナリティー)『鈴木敏夫のジブリ汗まみれ』（ラジオ番組）エフエム東京、東京都千代田区、2007年12月2日、該当時間: 30分。 上記記者会見に先立って、藤岡藤巻をゲストに迎えてのトーク。